# Festival Les Nuits du Piano d'Erbalunga
Le festival Les Nuits du Piano d'Erbalunga ou E Notte di u Pianò d’Erbalonga en Corse est un festival international de piano fondé en 2012 qui se tient, chaque été, dans le Cap Corse. Il est organisé en partenariat avec le conservatoire de Paris.
Ce festival a pour objet de faire venir des pianistes de renommée internationale en Corse mais aussi de jeunes artistes.
En trois ans, le festival s'est développé, occupant une place au sein de la programmation culturelle corse, grâce à un succès d'estime et du public, composé à 80 % de Corses. Durant la saison 2014, le festival a connu une progression de plus de 50 % du nombre d'auditeurs.

## Interprètes
Depuis sa création, le festival essaye de faire se représenter des artistes, ........ dont Anna Tsybuleva, Severin von Eckardstein, ou bien Martin James Bartlett.

## Lieu des concerts

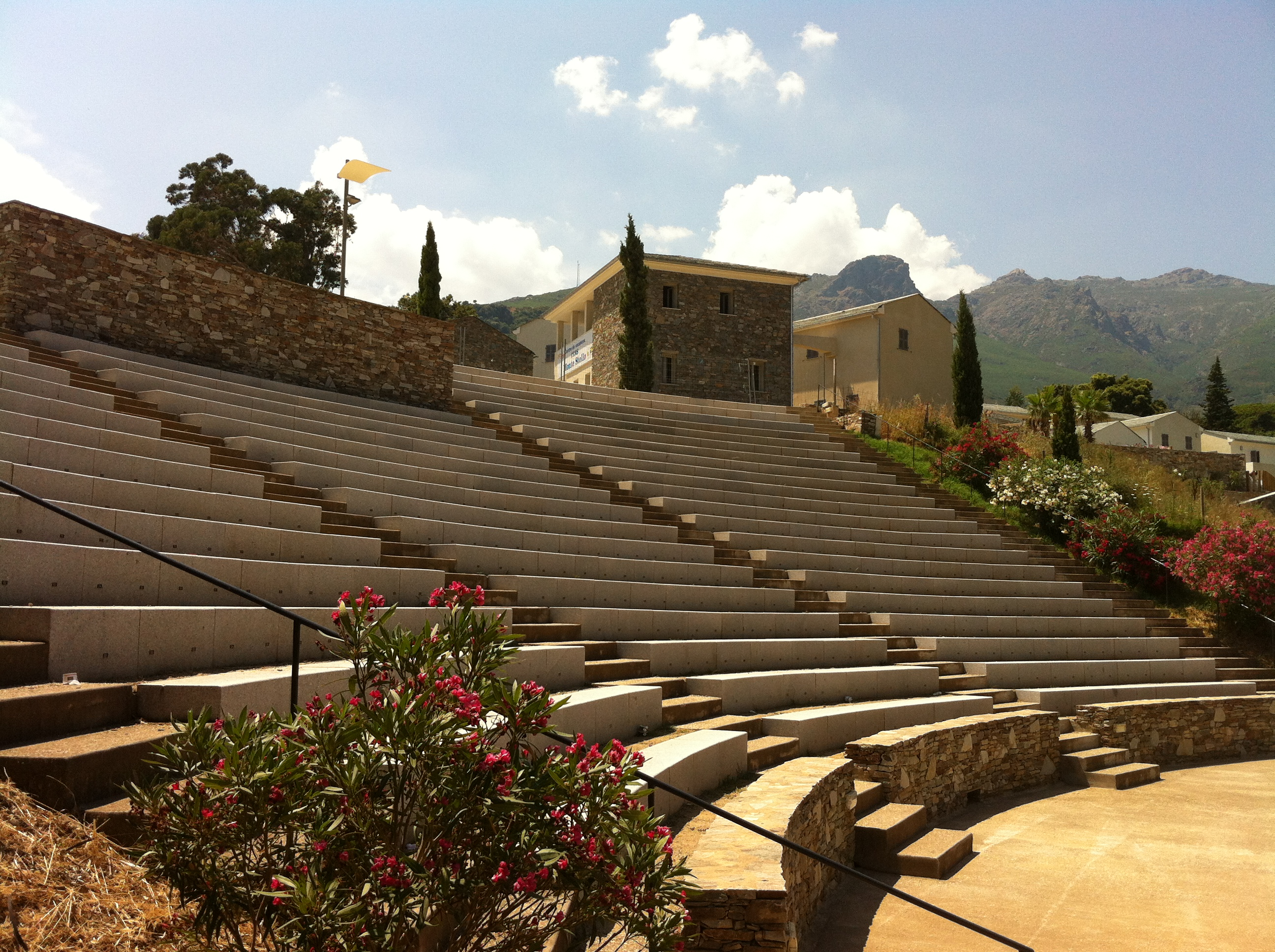
Théâtre de verdure d'Erbalunga

Les concerts se déroulent actuellement dans le Palais des Gouverneurs de Bastia, édifice datant de 1380, ainsi qu'au Théâtre de Verdure d'Erbalunga, un ouvrage pouvant accueillir 1400 personnes.

## Projet global «Nuits du Piano»
La démarche artistique des Nuits du Piano se poursuit à travers un nouveau festival des Nuits du piano - Paris qui vient diffuser et mettre en valeur le projet d'Erbalunga. Les Nuits du Piano - Paris ont vu le jour en 2014, présentant, en partenariat avec l'École normale de musique de Paris, de jeunes pianistes issus des plus hauts degrés de l'école. Ce projet complémentaire parisien a aussi pour ambition de présenter depuis cette année le prix Cortot, qui récompense depuis 2014 le lauréat Premier nommé à l’unanimité du Diplôme Supérieur de Concertiste de piano de l’Ecole,.
Durant l'année 2016, les Nuits du Piano produisent un CD, réalisé avec Ilya Rashkovsky. Enregistré en Corse, à l'auditorium de Pigna en Balagne, ce disque est consacré à Schumann et Chopin. Un second CD est sortie en 2021, consacré à Maurice Ravel avec le pianiste Miroslav Kultyshev.